# Belarmino Chipongue
Belarmino Mário Chipongue (Lubango, 22 settembre 1974) è un ex cestista angolano.

## Carriera
Con l'Angola ha disputato i Giochi olimpici di Sydney 2000, i Campionati mondiali del 2002 e i Campionati africani del 2001.